# Могила неизвестного солдата (Бухарест)
Могила неизвестного солдата (рум. Mormântul Soldatului Necunoscut) — памятник погибшим румынским солдатам во Первой мировой войне.
Находится в Бухарестском парке Кароля I. Это одна из многих могил, которые посвящены солдатам, сражавшийся на румынском фронту.
Памятник был отстроен в 1923 году.

## История могилы

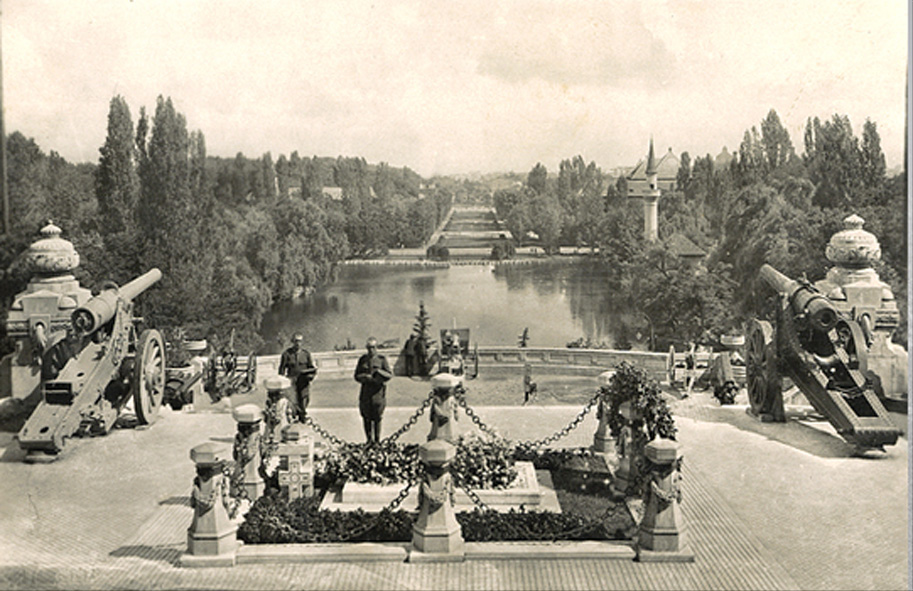
Могила неизвестного солдата в парке, 1920-е или 1930-е годы.

В 1923 году было решено выбрать одного из погибших солдат, чтобы он олицетворял всех, кто погиб в Первой мировой войне за Румынию.
Приказ № 567/1 от мая 1923 года Министерства обороны Румынии постановил, что сирота войны, обучающийся в 1-м классе военного училища, выберет погибшего солдата. Военные школы в Яссах, Крайове, Кишинёве и монастыре Дялу представили своих лучших учеников, которые соответствовали назначенным критериям. Из четырех кандидатов от школ был выбран Амилкар Сандулеску, 12-летний ученик военной средней школы в Крайове (ныне Военное училище «Тудор Владимиреску»), отец Амилкара погиб на румынском фронту в 1917 году.
14 мая 1923 года во время похоронной церемонии, организованной в Мэрэшешти, Амилкар Сэндулеску опустился на колени перед гробом отца и сказал: «Это мой отец». После того, как Неизвестный солдат был выбран, остальные девять солдат были похоронены с воинскими почестями на кладбище Героев в Мэрэшешти.
15 мая 1923 года гроб Неизвестного солдата, завернутый в румынский флаг, был помещен на вагон специального поезда в Бухарест, где его ждал король Фердинанд I, государственные чиновники и почетный караул. Уложенный на пушечный лафет, запряженный восемью лошадьми, гроб был перевезен длинной процессией в церковь «Михай Водэ» и оставался там еще 2 дня, чтобы люди могли отдать почести.
17 мая 1923 года (который также был Днем Героев) гроб был похоронен в склепе в парке Кароля I со всеми воинскими почестями в присутствии королевской семьи, правительства, членов парламента и многочисленных военных и общественных деятелей. На каменной плите склепа было написано: «Здесь счастливо покоится Господу Неизвестный солдат, который пожертвовал своей жизнью за единство румынского народа. На его костях лежит земля объединенной Румынии. 1916—1919».
Ночью с 22 декабря 1958 года памятник был демонтирован и в тайне от жителей перенесен в мавзолей Мэрэшешти, чтобы освободить место для Мавзолея Героев-коммунистов, где позже были похоронены несколько лидеров коммунистической партии (среди них Георге Георгиу-Деж).
В 1991 году, после падения коммунистического режима, могилу перенесли обратно в парк, ближе к ее первоначальному местоположению.